# Картуков Геннадій Олександрович
Генна́дій Олекса́ндрович Картуко́в (15 січня 1943 — 8 січня 2019) — артист цирку (рудий клоун), повітряний гімнаст, акробат, режисер.

## Біографія
Народився в місті Першоуральск Свердловської області під час евакуації в сім'ї залізничника Картукова О. Н. Після закінчення війни, в кінці 1945 сім'я повертається на Україну, в рідне місто Нікополь Дніпропетровській області.
- 1950 — навчається в школі # 21 м. Нікополь. Після школи Г. О. Картуков надходить у гірничий технікум.
- 1958 — працює на Нікопольському Південно-трубному заводі (ПТЗ), де починає займатися в цирковій студії БК заводу під керівництвом А. Бекеша.
- 1962–1965 — служба в армії.
- 1966 — поступає на роботу в Київський цирк на сцені з номером «Повітряний гімнаст на ловіторке». У цирку Геннадій захоплюється клоунадою, і під керівництвом режисера заслуженого артиста УРСР Є. Ф. Чеколтана в 1968 у випускає другий номер «клоун-ексцентрик».
- 1975 — стає дипломантом конкурсу артистів цирку.
- Навесні 1977 в Київе, на третьому фестивалі молоді України з номером «Повітряний гімнаст на ловіторці», Геннадій Картуков разом зі своєю партнеркою і дружиною Плехановою Любов'ю Матвіївной (19.05. 1945) стають Лауреатами фестивалю (за виконання найскладнішого трюку — прольоту по тросу через весь стадіон у зубнику(дивись фото).
- Восени 1977 а за внесок у розвиток циркового мистецтва Картукову Геннадію Олександровичу було присвоєно звання «Заслужений артист Української РСР».
- 1979 — разом з Л. М. Плехановою випускає комическо-акробатіческій номер «Посилка». У своєму репертуарі використовує такі репризи як: чехарда, циганочка, музична ексцентрика, трапеція, балет, насос, акробат, комічний жонгляж, печиво, та ін
- 1987 — пішов на пенсію.
- 1988 — разом з дружиною Плехановою Л. М. очолює циркову студію «Юність» при ДК заводу ПТЗ (Нікополь), де готує і випускає в світ чимало професійних циркових артистів.
- 1995 — повертається в цирк («Укрдержцірк»).
- 21 березня 2000 а нагороджений медаллю «Ветеран праці».
- 2004 — разом з дружиною відкриває приватний цирк «Балаган'».
- 2006 — організовує Українську громадську організацію «Циркова компанія» Парадокс "", де займає посаду віце-президента.
- 2008 — спільно з О.Г. Картуковим і Л. М. Плехановою відкриває перший на Україні пересувний цирк-шапіто  «О.К. -Український Цирк на воді».

Діти Геннадія Картукова продовжують циркову династію. Старший син Олександр Картуков (05.11. 1971) працює клоуном-ексцентриком, дочка Олена Картукова (06.07. 1979) — повітряною гімнасткою. У сім'ї підростає вже третє покоління циркових артистів.
Геннадій Картуков об'їздив з гастролями півсвіту (Азія, Африка, східна Європа, Північна і Латинська Америка).
За свою творчу кар'єру Геннадій Картуков підготував чимало циркових артистів: клоунів Ю. Хісамутдінова і А. Волобуєва, клоунську групу «роззяви», гімнастку на трапеціі М. Каваллини (США), а також створив акробатичний номер «Малярі» В. Мотузко.
Г. О. Картуков досконало володіє акробатикою, гімнастикою, мистецтвом клоунади, пародії, грою на різноманітних музичних інструментах. Ось що писали газети під час турне по Північній Америці: « Українські клоуни Геннадій та його син Олександр Картукови своїми комічними номерами доводять американську публіку до істеричного сміху!» (Газета «The Berkshire Eagle» США 17.07. 1998)
- Пішов з життя 8 січня 2019 після тривалої хвороби.